# Piabucina boruca
Piabucina boruca es una especie de peces de la familia Lebiasinidae en el orden de los Characiformes.

## Morfología
Los machos pueden llegar alcanzar los 11,8 cm de longitud total.

## Alimentación
Come insectos terrestres.

## Hábitat
Es un pez de agua dulce y de  clima tropical (23 °C-29 °C).

## Distribución geográfica
Se encuentran en Centroamérica:  cuencas de los ríos Grande de Térraba y  Coto (suroeste de Costa Rica ).